# Волянув (гмина)
Волянув (пол. Wolanów) — сельская гмина (уезд) в Польше, входит как административная единица в Радомский повет, Мазовецкое воеводство. Население — 8206 человек (на 2004 год).

## Демография
| Перепись                       | Всего   | Всего | Женщины | Женщины | Мужчины | Мужчины |
| ------------------------------ | ------- | ----- | ------- | ------- | ------- | ------- |
| Единицы                        | человек | %     | человек | %       | человек | %       |
| Население                      | 8206    | 100   | 4065    | 49,5    | 4141    | 50,5    |
| Плотность населения (чел./км²) | 99      | 99    | 49,1    | 49,1    | 50      | 50      |

## Сельские округа
1. Бенендзице
2. Хруслице
3. Францишкув
4. Гарно
5. Ярославице
6. Кацпровице
7. Колёня-Вавжишув
8. Колёня-Волянув
9. Коваля-Душоцина
10. Ковалянка
11. Млодоцин-Венкши
12. Мнишек
13. Подлесе
14. Рогова
15. Славно
16. Стшалкув
17. Слеповрон
18. Вацлавув
19. Валины
20. Вавжишув
21. Волянув
22. Вымыслув
23. Заблоце

## Соседние гмины
1. Гмина Ястшомб
2. Гмина Коваля
3. Гмина Ороньско
4. Гмина Пшитык
5. Радом
6. Гмина Венява
7. Гмина Закшев